# 捷克斯洛伐克共产党 (1999年)

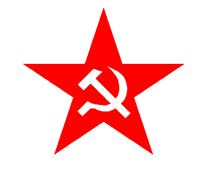
捷克斯洛伐克共产党标志

捷克斯洛伐克共产党（捷克語：Komunistická strana Československa，缩写为KSČ）是捷克的一个共产主义政党。该党于1995年3月10日向捷克官方注册，当时取名为捷克斯洛伐克共产党人党。1999年12月，该党改为现名。该党以原来的捷克斯洛伐克共产党的“唯一真正继承者”自居，谴责捷克和摩拉维亚共产党推行“修正主义”路线。2001年，该党发生分裂，一部分成员另行组建捷克斯洛伐克共产党—捷克斯洛伐克劳动党。